# طغیان رودخانه زرد (۱۹۳۸)
طغیان رودخانه زرد (انگلیسی: 1938 Yellow River flood) سیل ایجاد شده توسط دولت ملی‌گرا در مرکز چین چین در مرحله اولیه جنگ دوم چین و ژاپن در تلاش برای جلوگیری از پیشروی سریع نیروهای ژاپنی بود. از آن به عنوان «بزرگترین اقدام جنگ محیطی در تاریخ» یاد شده‌است.